# Liste der Sachbuchtitel auf der Spiegel-Bestsellerliste
Die Liste der Sachbuchtitel auf der Spiegel-Bestsellerliste enthält alle Sachbuchtitel, welche sich jeweils im Kalenderjahr als Hardcover-Ausgaben auf der wöchentlich erscheinenden, 20 Positionen umfassenden, Bestsellerliste platziert hatten.

## Jahr 2021
In diesem Kalenderjahr sind 155 verschiedene Sachbücher auf der Liste verzeichnet.
Mit 42 Wochen konnte sich das Buch der Wissenschaftsjournalistin Mai Thi Nguyen-Kim die meisten Wochen auf der Liste platzieren, vor den Empfehlungen zur Weltrettung von Frank Schätzing mit 36 Wochen. Der Lebenshilferatgeber von Anne Fleck war 34 Wochen unter den besten Sachbüchern platziert.
Mit 13 Buchtiteln, darunter mit dem Buch von Hape Kerkeling auch dem mit den meisten Nr.-1-Platzierungen, war der Piper Verlag am häufigsten auf der Liste vertreten. Mit je 9 Buchtiteln konnten sich Rowohlt und der Verlag C. H. Beck auf der Liste platzieren.
| Autor                                           | Titel | Anzahl Nr. 1 Platzierungen |
| ----------------------------------------------- | --- | -------------------------- |
| Hamed Abdel-Samad                               | Schlacht der Identitäten |                            |
| Robin Alexander                                 | Machtverfall |                            |
| Isabel Allende                                  | Was wir Frauen wollen |                            |
| Franz Alt                                       | Die außergewöhnlichste Liebe aller Zeiten                                                                                      |                            |
| Götz Aly                                        | Das Prachtboot |                            |
| Natalie Amiri                                   | Zwischen den Welten |                            |
| Anne Applebaum                                  | Die Verlockung der Autoritäten                                                                                                 |                            |
| Gabriele von Arnim                              | Das Leben ist ein vorübergehender Zustand                                                                                      |                            |
| Stefan Aust                                     | Zeitreise |                            |
| Stefan Aust Adrian Geiges                       | Xi Jinping – Der mächtigste Mann der Welt                                                                                      |                            |
| Annalena Baerbock                               | Jetzt. Wie wir unser Land erneuern                                                                                             |                            |
| Nicola Bardola                                  | Mercury in München |                            |
| Julian Barnes                                   | Der Mann im roten Rock |                            |
| Hunter Biden                                    | Beautiful Things |                            |
| Joe Biden                                       | Versprich es mir |                            |
| Ralph Bollmann                                  | Angela Merkel |                            |
| Alice Brauner                                   | Also dann in Berlin |                            |
| Edward Brooke-Hitching                          | Der Atlas des Himmels |                            |
| Bill Buford                                     | Dreck |                            |
| Campino                                         | Hope Street. Wie ich einmal englischer Meister wurde                                                                           |                            |
| Christopher Clark                               | Gefangene der Zeit |                            |
| James B. Comey                                  | Nichts als die Wahrheit |                            |
| Gustav Dobos                                    | Die gestresste Seele |                            |
| Doris Dörrie                                    | Leben, schreiben, atmen |                            |
| Umberto Eco                                     | Verschwörungen |                            |
| Wolfram Eilenberger                             | Feuer der Freiheit |                            |
| Billie Eilish                                   | Billie Eilish |                            |
| Rebekka Endler                                  | Das Patriarchat der Dinge |                            |
| Andreas Englisch                                | Der Pakt gegen den Papst |                            |
| Andreas Englisch                                | Mein geheimes Rom |                            |
| Marcel Eris Dennis Sand                         | MontanaBlack 1 – Vom Junkie zum YouTuber                                                                                       |                            |
| Marcel Eris Dennis Sand                         | MontanaBlack 2 – Vom YouTuber zum Millionär                                                                                    | 1                          |
| Benjamin Ferencz                                | Sag immer Deine Wahrheit |                            |
| Anne Fleck                                      | Energy! | 1                          |
| Sheera Frenkel Cecilia Kang                     | Inside Facebook |                            |
| Marc Friedrich                                  | Die größte Chance aller Zeiten                                                                                                 |                            |
| Julia Friedrichs                                | Working class |                            |
| Bill Gates                                      | Wie wir die Klimakatastrophe verhindern                                                                                        | 1                          |
| Baptiste Giabiconi                              | Karl und ich |                            |
| Katja Gloger Georg Mascolo                      | Ausbruch |                            |
| Maja Göpel und Marcus Jauer                     | Unsere Welt neu denken |                            |
| John Green                                      | Wie hat ihnen das Anthropozän bis jetzt gefallen?                                                                              |                            |
| Dave Grohl                                      | Der Storyteller |                            |
| Dirk Grosser Jennie Appel                       | Urkraft des Nordens |                            |
| Monika Gruber Andreas Hock                      | Und erlöse uns von den Blöden                                                                                                  |                            |
| Kübra Gümüşay                                   | Sprache und Sein |                            |
| Gregor Gysi Martin Sonneborn                    | Gysi vs. Sonneborn |                            |
| Anna Haag                                       | Denken ist heute überhaupt nicht mehr in Mode                                                                                  |                            |
| Robert Habeck                                   | Von hier an anders |                            |
| Rob Halford                                     | Ich bekenne |                            |
| Norbert Häring                                  | Endspiel des Kapitalismus |                            |
| Kamala Harris                                   | Der Wahrheit verpflichtet |                            |
| Johannes Hartl                                  | Eden Culture |                            |
| Elke Heidenreich                                | Hier geht’s lang! | 1                          |
| Boris Herrmann Andreas Wolfers                  | Allein zwischen Himmel und Meer                                                                                                |                            |
| Sam Heughan Graham McTavish                     | Clanlands |                            |
| Eckart von Hirschhausen                         | Mensch, Erde! Wir könnten es doch so schön haben                                                                               | 2                          |
| Gerald Hüther                                   | Lieblosigkeit macht krank |                            |
| Florian Illies                                  | Liebe in Zeiten des Hasses | 4                          |
| Anders Indset                                   | Das infizierte Denken |                            |
| Daniel Kahneman Olivier Sibony Cass Sunstein    | Noise |                            |
| Roland Kaiser Sabine Eichhorst                  | Sonnenseite | 1                          |
| Margot Käßmann Andreas Helm                     | Mit mutigem Schritt zurück zum Glück                                                                                           |                            |
| Bas Kast                                        | Der Ernährungskompass |                            |
| Jeffrey Kastenmüller                            | Ich bin ein Fehler, und ich liebe es                                                                                           |                            |
| Jürgen Kaube                                    | Hegels Welt |                            |
| Bill Kaulitz                                    | Career Suicide |                            |
| Hape Kerkeling                                  | Pfoten vom Tisch!: Meine Katzen, andere Katzen und ich                                                                         | 18                         |
| Diana Kinnert Marc Bielefeld                    | Die neue Einsamkeit |                            |
| Ralph Knispel                                   | Rechtsstaat am Ende |                            |
| Marianne Koch                                   | Alt werde ich später |                            |
| Johannes Krause Thomas Trappe                   | Hybris |                            |
| Christian Krömer                                | Mir doch woschd! |                            |
| Janina Kugel                                    | It’s now |                            |
| Philipp Lahm                                    | Das Spiel |                            |
| Bernd-Lutz Lange                                | Freie Spitzen |                            |
| Julia Leeb                                      | Menschlichkeit in Zeiten der Angst                                                                                             |                            |
| Robert Marc Lehmann                             | Mission Erde |                            |
| Jörn Leogrande                                  | Bad Company |                            |
| Harald Lesch Thomas Schwartz                    | Unberechenbar |                            |
| Harald Lesch Klaus Kamphausen                   | Denkt mit! |                            |
| Igor Levit Florian Zinnecker                    | Hauskonzert |                            |
| Horst Lichter                                   | Ich bin dann mal still |                            |
| Veit Lindau                                     | Genesis |                            |
| Avi Loeb                                        | Außerirdisch |                            |
| Manfred Lütz                                    | Neue Irre. Wir behandeln die Falschen                                                                                          |                            |
| Michael Maar                                    | Die Schlange im Wolfspelz |                            |
| Helen Macdonald                                 | Abendflüge |                            |
| Thomas de Maizière Karl-Ludwig Kley             | Die Kunst guten Führens |                            |
| Stephan Malinowski                              | Die Hohenzollern und die Nazis                                                                                                 |                            |
| Manuellsen Nina Damsch                          | König im Schatten |                            |
| Tim Marshall                                    | Die Macht der Geographie im 21. Jahrhundert                                                                                    |                            |
| Stephan Martin Kerstin Kempf Julia Rommelfanger | Wie Insulin uns alle dick oder schlank macht                                                                                   |                            |
| Carsten Maschmeyer                              | Die sechs Elemente des Erfolgs                                                                                                 |                            |
| Marco Maurer                                    | Meine italienische Reise |                            |
| Paul McCartney                                  | Lyrics |                            |
| Mischa Meier                                    | Geschichte der Völkerwanderung                                                                                                 |                            |
| Hubert Messner Lenz Koppelstätter               | Der schmale Grat |                            |
| Philipp Mickenbecker                            | Meine Real Life Story und die Sache mit Gott                                                                                   |                            |
| Joe Miller Uğur Şahin Özlem Türeci              | Projekt Lightspeed |                            |
| Michael Mittermeier                             | Ich glaube, ich hatte es schon                                                                                                 |                            |
| Dan Morain                                      | Kamala Harris |                            |
| Herfried Münkler                                | Marx, Wagner, Nietzsche |                            |
| Elon Musk Ashlee Vance                          | Elon Musk |                            |
| Alexei Anatoljewitsch Nawalny                   | Schweigt nicht! |                            |
| David Nelles Christian Serrer                   | Machste dreckig – Machste sauber                                                                                               |                            |
| James Nestor                                    | Breath – Atem |                            |
| Luisa Neubauer Bernd Ulrich                     | Noch haben wir die Wahl |                            |
| Mai Thi Nguyen-Kim                              | Die kleinste gemeinsame Wirklichkeit                                                                                           | 3                          |
| Julian Nida-Rümelin Nathalie Weidenfeld         | Die Realität des Risikos |                            |
| Christoph Nonn                                  | 12 Tage und ein halbes Jahrhundert                                                                                             |                            |
| Barack Obama                                    | Ein verheißendes Land | 7                          |
| Barack Obama Bruce Springsteen                  | Renegades – Born in the USA. Träume – Mythen – Musik                                                                           |                            |
| Michelle Obama                                  | Becoming – Meine Geschichte |                            |
| Gil Ofarim Lara Höltkemeier                     | Freiheit in mir |                            |
| Marie-Christine Ostermann (Mithrsg.)            | Zukunftsrepublik. 80 Vorausdenker*innen springen in das Jahr 2030                                                              |                            |
| Max Otte                                        | Die Krise hält sich nicht an Regeln. 99 Antworten auf die wichtigsten Fragen nach dem Corona-Crash                             |                            |
| Sophie Passmann                                 | Komplett Gänsehaut | 1                          |
| Philippa Perry                                  | Das Buch, von dem du dir wünschst, deine Eltern hätten es gelesen (und deine Kinder werden froh sein, wenn du es gelesen hast) |                            |
| Richard David Precht                            | Künstliche Intelligenz und der Sinn des Lebens                                                                                 |                            |
| Richard David Precht                            | Von der Pflicht. Eine Betrachtung                                                                                              | 2                          |
| Volker Reinhardt                                | Die Macht der Seuche. Wie die Große Pest die Welt veränderte 1347–1353                                                         |                            |
| Markus Rex                                      | Eingefroren am Nordpol. Das Logbuch von der „Polarstern“                                                                       |                            |
| Niko Rittenau Patrick Schönfeld Ed Winters      | „Vegan ist Unsinn!“. Populäre Argumente gegen den Veganismus und wie man sie entkräftet                                        |                            |
| Emilia Roig                                     | why we matter. Das Ende der Unterdrückung                                                                                      |                            |
| Rüdiger Safranski                               | Einzeln sein |                            |
| Roman Sandgruber                                | Hitlers Vater |                            |
| Thilo Sarrazin                                  | Wir schaffen das |                            |
| Kool Savas                                      | King of Rap |                            |
| Bodo Schäfer                                    | Ich kann das |                            |
| Peter Schäfer                                   | Kurze Geschichte des Antisemitismus                                                                                            |                            |
| Frank Schätzing                                 | Was, wenn wir einfach die Welt retten?                                                                                         |                            |
| Rainer Maria Schießler                          | Die Schießler-Bibel |                            |
| Ferdinand von Schirach                          | Jeder Mensch | 5                          |
| Ferdinand von Schirach Alexander Kluge          | Trotzdem |                            |
| Gregor Schöllgen Gerhard Schröder               | Letzte Chance |                            |
| Daniel Schreiber                                | Allein |                            |
| Laura Malina Seiler                             | Zurück zu mir | 1                          |
| Susan Sideropoulos                              | Rosarotes Glück |                            |
| Hans-Werner Sinn                                | Die wundersame Geldvermehrung                                                                                                  |                            |
| Meike Stoverock                                 | Female Choice |                            |
| Hendrik Streeck                                 | Hotspot |                            |
| Hendrik Streeck                                 | Unser Immunsystem |                            |
| Volker Struth                                   | Meine Spielzüge |                            |
| Sylvain Tesson                                  | Der Schneeleopard |                            |
| Mary L. Trump                                   | Zu viel und nie genug |                            |
| Sahra Wagenknecht                               | Die Selbstgerechten | 3                          |
| Ursula Weidenfeld                               | Die Kanzlerin |                            |
| Harald Welzer                                   | Nachruf auf mich selbst |                            |
| Philipp Westermeyer                             | Digital Unplugged |                            |
| Johannes Wimmer                                 | Wenn die Faust des Universums zuschlägt                                                                                        |                            |
| Gerhard Wisnewski                               | Verheimlicht, vertuscht, vergessen 2021                                                                                        |                            |
| Uwe Wittstock                                   | Februar 33 |                            |
| Peter Wohlleben                                 | Der lange Atem der Bäume |                            |
| Michael Wolff                                   | 77 Tage |                            |

## Jahr 2022
162 verschiedene Buchtitel schafften es in diesem Jahr auf die Sachbuch-Bestsellerliste.
Mit 41 Wochen konnte sich das Buch des Komikers Kurt Krömer über seine Depression am häufigsten auf der Liste platzieren. Mehr als 30 Wochen auf die Liste schafften es der Lebenshilferatgeber von Brianna Wiest, die gesellschaftspolitischen Beiträge von Marietta Slomka, Klaus von Dohnanyi, Catherine Belton und Peter Hahne sowie die geschichtlich thematisierten Bücher von Florian Illies und Christiane Hoffmann.
Die Verlage Kiepenheuer & Witsch und Rowohlt platzierten je 9 Buchtitel auf der Liste, Droemer folgt dann mit 8 Titeln.
| Autor                                        | Titel                                                                          | Anzahl Nr. 1 Platzierungen |
| -------------------------------------------- | ------------------------------------------------------------------------------ | -------------------------- |
| Sabine Adler                                 | Die Ukraine und wir                                                            |                            |
| Natalie Amiri                                | Afghanistan                                                                    |                            |
| Gabriele von Arnim                           | Das Leben ist ein vorübergehender Zustand                                      |                            |
| Clemens Arvay                                | Die Naturgeschichte des Immunsystems                                           |                            |
| Ingeborg Bachmann Max Frisch                 | Wir haben es nicht gut gemacht                                                 |                            |
| Catherine Belton                             | Putins Netz                                                                    |                            |
| Tillmann Bendikowski                         | Hitlerwetter                                                                   |                            |
| Massimo Bognanni                             | Unter den Augen des Staates                                                    |                            |
| Ralph Bollmann                               | Angela Merkel                                                                  |                            |
| Hendrik Bolz                                 | Nullerjahre                                                                    |                            |
| Raphael Bonelli                              | Bauchgefühle                                                                   |                            |
| Jörg Bong                                    | Die Flamme der Freiheit                                                        |                            |
| Wigald Boning                                | Lauf, Wigald, lauf                                                             |                            |
| Bono                                         | Surrender                                                                      |                            |
| Robert Burdy Gerald Hüther                   | Wir informieren uns zu Tode                                                    |                            |
| Bushido Dennis Sand                          | Anis                                                                           |                            |
| Zoe Chance                                   | Der gute Einfluss                                                              |                            |
| Ray Dalio                                    | Weltordnung im Wandel                                                          |                            |
| Klaus von Dohnanyi                           | Nationale Interessen                                                           |                            |
| Doris Dörrie                                 | Die Heldin reist                                                               |                            |
| Bob Dylan                                    | Die Philosophie des modernen Songs                                             |                            |
| Katrin Eigendorf                             | Putins Krieg – Wie die Menschen in der Ukraine für unsere Freiheit kämpfen     |                            |
| Andreas Englisch                             | Mein geheimes Rom                                                              |                            |
| Lisa Federle                                 | Auf krummen Wegen geradeaus                                                    |                            |
| Orlando Figes                                | Eine Geschichte Russlands                                                      |                            |
| Pawel Filatjew                               | ZOV – Der verbotene Bericht                                                    |                            |
| Birgit Fischer                               | Starseeds                                                                      |                            |
| Anne Fleck                                   | Energy!                                                                        |                            |
| Hansi Flick                                  | Im Moment                                                                      |                            |
| Bettina Flitner                              | Meine Schwester                                                                |                            |
| Michel Friedman                              | Fremd                                                                          |                            |
| Mirna Funk                                   | Who Cares!                                                                     |                            |
| David Garrett Leo G. Linder                  | Wenn ihr wüsstet                                                               |                            |
| Hermann Gerland                              | Immer auf’m Platz                                                              |                            |
| Gnu                                          | Du schaffst das nicht                                                          | 1                          |
| Maja Göpel                                   | Wir können auch anders                                                         |                            |
| Dave Grohl                                   | Der Storyteller                                                                |                            |
| Ulrike Guérot Hauke Ritz                     | Endspiel Europa                                                                |                            |
| Ulrike Guérot                                | Wer schweigt, stimmt zu                                                        |                            |
| Gregor Gysi                                  | Was Politiker nicht sagen                                                      |                            |
| Peter Hahne                                  | Das Maß ist voll                                                               | 3                          |
| Lars Haider                                  | Olaf Scholz – der Weg zur Macht                                                |                            |
| Elke Heidenreich                             | Ihr glücklichen Augen                                                          | 2                          |
| Elke Heidenreich                             | Hier geht’s lang!                                                              |                            |
| Boris Herrmann Andreas Wolfers               | Allein zwischen Himmel und Meer                                                |                            |
| Ulrike Herrmann                              | Das Ende des Kapitalismus                                                      | 1                          |
| Eckart von Hirschhausen                      | Mensch, Erde! Wir könnten es so schön haben                                    |                            |
| Christiane Hoffmann                          | Alles, was wir nicht erinnern                                                  |                            |
| Getrude von Holdt                            | Die Halligpastorin                                                             |                            |
| Judith Holofernes                            | Die Träume anderer Leute                                                       |                            |
| Florian Homm Moritz Hessel                   | Die Prinzipien des Wohlstands                                                  |                            |
| Zlatan Ibrahimović                           | Adrenalin                                                                      |                            |
| Florian Illies                               | Liebe in Zeiten des Hasses                                                     | 3                          |
| Nora Imlau                                   | In guten Händen                                                                |                            |
| Hannes Jaenicke Fred Sellin                  | Die große Sauerei                                                              |                            |
| Harald Jähner                                | Höhenrausch                                                                    |                            |
| Lisa Jaspers Naomi Ryland Silvie Horch (Hg.) | Unlearn Patriarchy                                                             |                            |
| Alicia Joe                                   | Falsche Vorbilder                                                              |                            |
| Brian Johnson                                | Das Leben des Brian                                                            |                            |
| Gunnar Kaiser                                | Die Ethik des Impfens                                                          |                            |
| Margot Käßmann                               | Vergebung – Die befreiende Kraft des Neuanfangs                                |                            |
| Robert F. Kennedy                            | Das wahre Gesicht des Dr. Fauci                                                |                            |
| Heidi Kastner                                | Dummheit                                                                       |                            |
| Biyon Kattilathu                             | Spaziergang zu dir selbst                                                      |                            |
| Michael Kempe                                | Die beste aller möglichen Welten                                               |                            |
| Hape Kerkeling                               | Pfoten vom Tisch!: Meine Katzen, andere Katzen und ich                         | 1                          |
| Navid Kermani                                | Jeder soll von da, wo er ist, einen Schritt näher kommen                       | 2                          |
| Ian Kershaw                                  | Der Mensch und die Macht                                                       |                            |
| Henry Kissinger                              | Staatskunst: Sechs Lektionen für das 21. Jahrhundert                           |                            |
| Christian Klepp                              | Wunderwerk Erde                                                                |                            |
| Vincent Klink                                | Ein Bauch spaziert durch Venedig                                               |                            |
| Marianne Koch                                | Alt werde ich später                                                           |                            |
| Egon Krenz                                   | Aufbruch und Aufstieg                                                          |                            |
| Kurt Krömer                                  | Du darfst nicht alles glauben, was du denkst                                   | 16                         |
| Christian Krömer                             | Mir doch woschd!                                                               |                            |
| Manfred Krug                                 | Ich sammle mein Leben zusammen                                                 |                            |
| Shelly Kupferberg                            | Isidor                                                                         |                            |
| Mojib Latif                                  | Countdown                                                                      |                            |
| Karl Lauterbach                              | Bevor es zu spät ist                                                           |                            |
| Robert Marc Lehmann                          | Mission Erde                                                                   |                            |
| Donna Leon                                   | Ein Leben in Geschichten                                                       |                            |
| Martin Limbeck                               | Dodoland – uns geht’s zu gut!                                                  |                            |
| Carsten Linnemann                            | Die ticken doch nicht richtig!                                                 |                            |
| Rüdiger Maas                                 | Generation lebensunfähig                                                       |                            |
| Vanessa Mai                                  | I do it Mai way                                                                |                            |
| Stephan Malinowski                           | Die Hohenzollern und die Nazis                                                 |                            |
| Tim Marshall                                 | Die Macht der Geographie im 21. Jahrhundert                                    |                            |
| Katherine May                                | Überwintern                                                                    |                            |
| Michaela May                                 | Hinter dem Lächeln                                                             |                            |
| Albrecht Mayer Heidi Friedrich               | Klangwunder                                                                    |                            |
| Jennette McCurdy                             | I’m Glad My Mom Died                                                           |                            |
| Gina McIntyre (Hrsg.)                        | Stranger Things: Das offizielle Begleitbuch                                    |                            |
| Harald Meller Kai Michel                     | Das Rätsel der Schamanin                                                       |                            |
| Angela Merkel                                | Was also ist mein Land?                                                        |                            |
| Reinhold Messner Diane Messner               | Sinnbilder                                                                     |                            |
| Andreas Michalsen                            | Die Natur-Docs – Meine besten Heilmittel für Gelenke                           |                            |
| Joe Miller Uğur Şahin Özlem Türeci           | Projekt Lightspeed                                                             |                            |
| Thilo Mischke                                | Alles muss raus                                                                |                            |
| Ken Mogi                                     | Nagomi                                                                         |                            |
| Hans-Wilhelm Müller-Wohlfahrt                | Bewegung                                                                       |                            |
| Eckhard Nagel Elke Büdenbender               | Der Tod ist mir nicht unvertraut                                               |                            |
| David Nelles Christian Serrer                | Machste dreckig – machste sauber                                               |                            |
| Luisa Neubauer Dagmar Reemtsma               | Gegen die Ohnmacht. Meine Großmutter, die Politik und ich                      |                            |
| Mai Thi Nguyen-Kim                           | Die kleinste gemeinsame Wirklichkeit                                           |                            |
| Barack Obama Bruce Springsteen               | Renegades                                                                      |                            |
| Michelle Obama                               | Das Licht in uns                                                               | 5                          |
| René Pfister                                 | Ein falsches Wort                                                              |                            |
| Justine Picardie                             | Miss Dior                                                                      |                            |
| Thomas Piketty                               | Eine kurze Geschichte der Gleichheit                                           |                            |
| Oliver Pott                                  | Sichtbar!                                                                      |                            |
| Richard David Precht                         | Freiheit für alle                                                              |                            |
| Richard David Precht Harald Welzer           | Die vierte Gewalt – Wie Mehrheitsmeinung gemacht wird, auch wenn sie keine ist | 7                          |
| Antonia Rados                                | Afghanistan von innen                                                          |                            |
| Mary Roos                                    | Aufrecht geh’n                                                                 |                            |
| Thilo Sarrazin                               | Die Vernunft und ihre Feinde                                                   |                            |
| George Saunders                              | Bei Regen in einem Teich schwimmen                                             |                            |
| Bärbel Schäfer                               | Avas Geheimnis                                                                 |                            |
| Frank Schätzing                              | Was, wenn wir einfach die Welt retten?                                         |                            |
| Rainer Maria Schießler Stephan Maria Alof    | Seid ihr noch zu retten?!                                                      |                            |
| Rainer Maria Schießler                       | Wiesn-Glück                                                                    |                            |
| Ariadne von Schirach                         | Glücksversuche                                                                 |                            |
| Ferdinand von Schirach                       | Jeder Mensch                                                                   |                            |
| Hans-Erdmann Schönbeck Tim Pröse             | „… und nie kann ich vergessen“                                                 | 1                          |
| Daniel Schreiber                             | Allein                                                                         |                            |
| Atze Schröder                                | Blauäugig                                                                      |                            |
| Laura Malina Seiler                          | Zurück zu mir                                                                  |                            |
| Oskar Seyfert                                | Vom Privileg, einen kranken Vater zu haben                                     |                            |
| Desmond Shum                                 | Chinesisches Roulette                                                          |                            |
| Marietta Slomka                              | Nachts im Kanzleramt                                                           | 1                          |
| Peter Sloterdijk                             | Wer noch kein Grau gedacht hat                                                 |                            |
| Michael Sommer                               | Dark Rome                                                                      |                            |
| Stefanie Stahl                               | Wer wir sind                                                                   |                            |
| Dirk Steffens                                | Projekt Zukunft                                                                |                            |
| Ronen Steinke                                | Vor dem Gesetz sind nicht alle gleich                                          |                            |
| Bernd Stelter                                | Wer älter wird, braucht Spaß am Leben                                          |                            |
| Torsten Sträter                              | Du kannst alles lassen, du musst es nur wollen                                 |                            |
| Andreas Sturm                                | Ich muss raus aus dieser Kirche                                                |                            |
| Neven Subotić Sonja Hartwig                  | Alles geben                                                                    |                            |
| Britta Teckentrup                            | Von Raben und Krähen                                                           |                            |
| Elmar Theveßen                               | Kampf der Supermächte                                                          |                            |
| Greta Thunberg                               | Das Klima-Buch                                                                 |                            |
| Bettina Tietjen                              | Früher war ich auch mal jung                                                   |                            |
| Helge Timmerberg                             | Lecko mio                                                                      |                            |
| Peter Vajkoczy                               | Kopfarbeit                                                                     |                            |
| Irene Vallejo                                | Papyrus – Die Geschichte der Welt in Büchern                                   |                            |
| Pati Valpati                                 | Schlechtes Vorbild, gute Vibes                                                 | 1                          |
| Ursula Weidenfeld                            | Die Kanzlerin                                                                  |                            |
| Arezu Weitholz                               | Zu Mensch                                                                      |                            |
| Harald Welzer                                | Nachruf auf mich selbst                                                        |                            |
| David Wengrow David Graeber                  | Anfänge                                                                        | 1                          |
| Christine Westermann                         | Die Familien der anderen                                                       |                            |
| Ulrich Wickert                               | Der Ehrliche ist der Dumme                                                     |                            |
| Brianna Wiest                                | 101 Essays, die dein Leben verändern werden                                    | 7                          |
| Michael Wildt                                | Zerborstene Zeit                                                               |                            |
| Gerhard Wisnewski                            | verheimlicht – vertuscht – vergessen 2022                                      |                            |
| Uwe Wittstock                                | Februar 33                                                                     |                            |
| Leonid Michailowitsch Wolkow                 | Putinland                                                                      |                            |
| Andrea Wulf                                  | Fabelhafte Rebellen                                                            |                            |
| Bahar Yilmaz                                 | Das Risiko, du selbst zu sein                                                  |                            |
| Lea Ypi                                      | Frei                                                                           |                            |
| Kassra Zargaran                              | Der Perser                                                                     |                            |
| Serhij Zhadan                                | Himmel über Charkiw                                                            |                            |